# Petrophyllia rediviva
Petrophyllia rediviva är en korallart som först beskrevs av Wells och Philip Alderslade 1979.  Petrophyllia rediviva ingår i släktet Petrophyllia och familjen Oculinidae. Inga underarter finns listade i Catalogue of Life.